# Simchat Torá

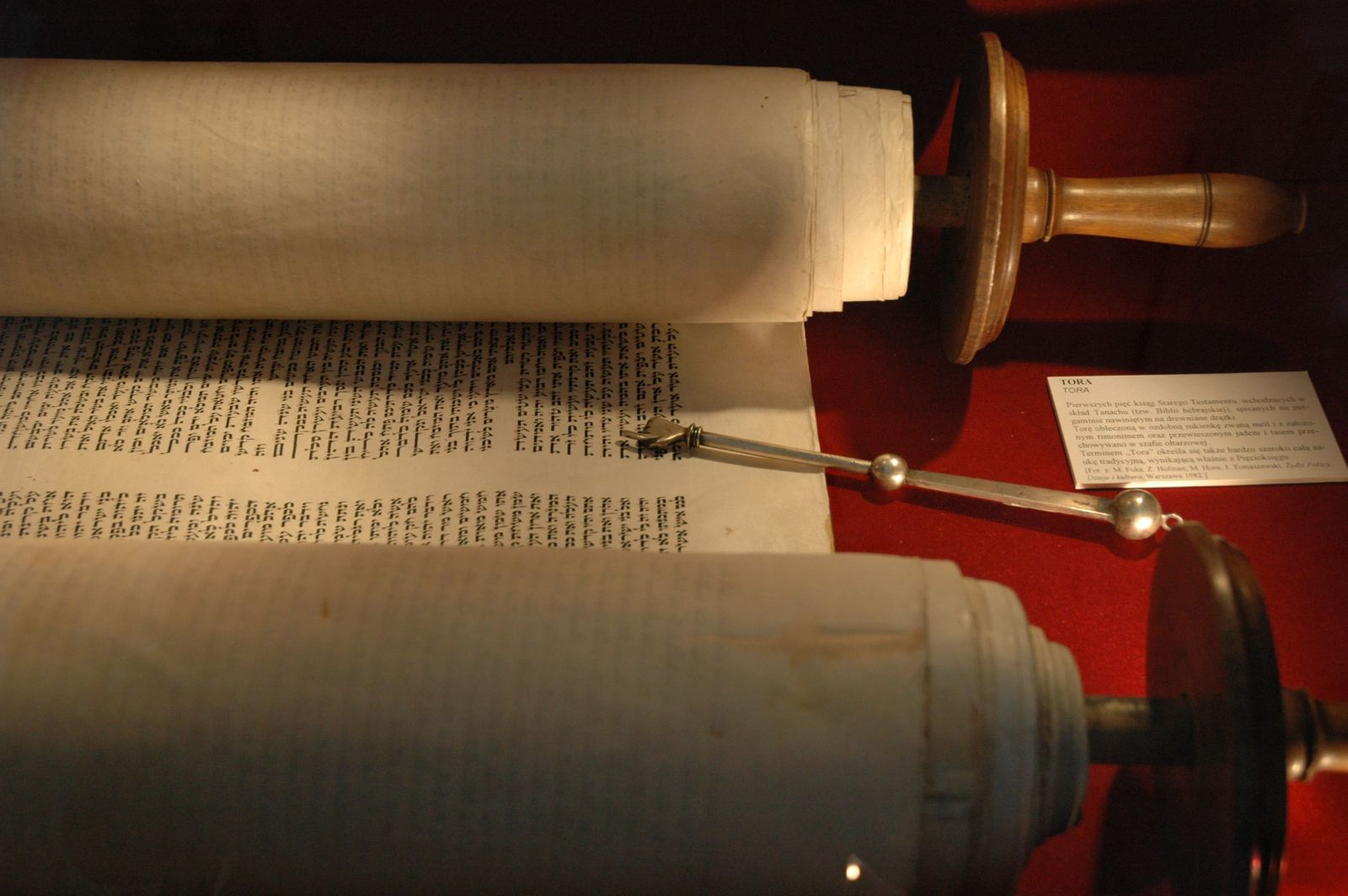
Torá e jad - exposições no Museu da Grande Sinagoga, Wlodawa - Polônia.

Simchat Torá ou Simches Toire (em hebraico שמחת תורה: 'celebração da Torá' ou 'regozijo da Torá') é uma festividade judaica que ocorre no oitavo dia após a festa de Sucot, a Festa das Cabanas. Nesse dia, nas sinagogas, termina-se de ler a última parte do Pentateuco, em um rolo da Torá, e reinicia-se a leitura anual, a partir da sua primeira parte, conhecida como Bereshit. 
Todas as semanas, ao longo do ano, é lida a porção (Parashá) da Torá designada pelos sábios do judaísmo. A leitura se completa  na festa de Simchat Torá.